# Грдана: Господарица зла
Грдана: Господарица зла (енгл. Maleficent: Mistress of Evil) је амерички филм из 2019. године, чији је режисер Јоахим Ронинг и писци Линда Вулвертон, Мика Фицерман-Блу и Ноа Харпстер. Наставак је филма Грдана - зла вила из 2014. године, са Анџелином Џоли, поново у главној улози. Ел Фанинг, Сем Рајли, Имелда Стонтон, Џуно Темпл и Лесли Менвил враћају се својим улогама, са Харисом Дикинсоном који је заменио Брентона Туритеса из првог филма и Мишел Фајфер, Ед Скрејн и Чуетел Еџиофор који се придружују главним ликовима као нови ликови.
Након изласка првог филма у мају 2014. године, Анџелина Џоли је најавила да је наставак могућ. Пројекат је званично најављен наредног јуна и Анџелина Џоли је потписала уговор у априлу 2016. године. Ронинг, који је корежирао филм Пирати са Кариба: Салазарова освета за Дизни, унајмљен је да режира филм у октобру, а остатак глумаца је додат или потврђен у мају 2018. године, а снимање је почело истог месеца у студију Пајнвуд у Енглеској, које је трајало до августа.
Премијера филма Грдана: Господарица зла одржана је 18. октобра 2019. године. Филм је зарадио 491,7 милиона долара широм света и добио мешане критике. Изведбе Џолијеве, Фанингове, Еџиофора и Фајферове су хваљене, међутим „збркана радња и претерано вештачки визуелни ефекти” су критиковани.
У Србији филм је премијерно приказан 16. октобра 2019. године, синхронизован на српски језик. Дистрибуцију је радио Тарамаунт филм, а синхронизацију Ливада продукција. Први филм није синхронизован.

## Радња
Пет година након дешавања из првог филма, Ружица влада као краљица Мочвара, а Грдана је њена заштитница. Упркос свему, суседно краљевство Алстед, дом принца Филипа, сматра Грдану злочинцем. Дијавал, Грданин помоћник гавран, чуо је да је Филип запросио Ружицу. Када то каже Грдани, она саветује Ружицу против савеза два краљевства, иако Ружица инсистира да докаже да Грдана није у праву.
Филипови родитељи, краљ Џон и краљица Ингрит, угошћавају Ружицу, Грдану и Дијавала на вечери у дворцу. Грдана задржава смиреност након што је Ингрит провоцира говором о проклетству које је бацила на Ружицу и смрти краља Стефана. Она отворено тврди да је Грдана убила две људске зверокрадице последњи пут виђене близу Мочвара. Када Ингрит одбаци мајчинску везу Грдане са Ружицом и проглашава Ружицу својом ћерком, Грдана љутито реагује и наизглед проклиње краља Џона, који изненада пада у дубок сан. Ингрит говори да га је Грдана проклела и иако она то пориче, Ружица јој не верује. Док Грдана бежи из дворца, краљичина помоћница, Герда, по плану, пуца гвозденом куглицом у Грдану.
Рањена Грдана пада у океан и спашава је мистериозно крилато створење идентично њој. Она се буди у подземној пећини у којој се скривају виле попут ње. Међу њима је Конал, њихов мирољубиви вођа који је спасио Грдану и Бора, ратник који фаворизује отворени сукоб са људима. Грдана је међу последњим бићима познатим као Мрачни виловњаци. То су моћне виле присиљене да се крију, на граници изумрлости због људи. Она је такође последњи потомак Феникса, древног и моћног претка Мрачних виловњака. Будући да је Грданина магија толико моћна, Конал и Бора верују да је она пресудна у окончању сукоба са људима, било миром или ратом.
У међувремену, Ружица постаје незадовољна тиме што је припадница племства Алстеда, али срећна је што су становници Мочвара позвани на краљевско венчање. Ружица открива да краљица Ингрит мрзи сва чаробна створења из Мочвара, кривећи их за смрт свог брата. Краљица потајно планира да искорени сва чаробна створења, користећи гвоздено оружје и смртоносни гримизни прах развијен од стране њеног поданика Улизице, крилатог вилењака. Ружица такође сазнаје да је заправо краљица Ингрит проклела краља Џона, користећи Грданино старо проклето вретено. Ингрит наређује стражарима да закључају Ружицу у собу, спремна на присвајање Мочвара и рат са Мрачним виловњацима. Када створења из Мочваре стигну у Алстед, испоставља се да је венчање на које су позвани била замка краљице Ингрит, те су закључани у капели. На заповест краљице Ингрит, Герда креће да свира оргуље из којих излази смртоносни прах. Вила Цвећка несебично се жртвује како би спасила све, док виле Љутка и Љубица узрокују да Герда падне у смрт.
Грдану, која се накратко вратила у Мочваре, од поновног људског напада опет спашава Конал, који због задобијених рана умире Грдани на рукама. Подстакнути Коналовом смрћу, Мрачни виловњаци крећу у напад на Алстед, али Ингритини војници их почињу масакрирати све док се Грдана, каналишући своје моћи Феникса, не придружи рату. Скоро убија краљицу Ингрит, али Ружица апелује на Грданину људскост да је поштеди и изјављује да је само Грдана њена мајка. Краљица Ингрит ово користи како би самострелом усмртила Грдану. Грдана спашава Ружицу и погођена је стрелом, нестајући у виду пепела. Док су Ружичине сузе падале на пепео, Грдана је васкрснула као Феникс. Ужаснута краљица Ингрит смишља диверзију и баца Ружицу са торња на ком се све три налазе и Грдана је спашава. На путу да побегне, краљицу Ингрит зауставља Бора и други Мрачни виловњаци.
Принц Филип успоставља мир између вила и људи. Грдана се враћа својој уобичајеној форми и даје Аурори и Филипу свој благослов. Добивши га од Улизице, Грдана уништава вретено и његово проклетство, пробудивши краља Џона. Као казну за њене злочине, Грдана претвара краљицу Ингрит у козу. Након што се Ружица и Филип венчају, Грдана одлази са другим Мрачним виловњацима. Обећава да ће се вратити кад буде крштење Ружичине и Филипове бебе, откривајући да је Ружица трудна.

## Улоге
| Улога          | Глумац         | Српски глас        |
| -------------- | -------------- | ------------------ |
| Грдана         | Анџелина Џоли  | Ивана Кнежевић     |
| Ружица         | Ел Фанинг      | Марина Алексић     |
| Краљица Ингрит | Мишел Фајфер   | Аница Добра        |
| Конал          | Чуетел Еџиофор | Марко Јањић        |
| Дијавал        | Сем Рајли      | Стеван Пиале       |
| Бора           | Ед Скрајн      | Младен Совиљ       |
| Принц Филип    | Харис Дикинсон | Вукашин Јовановић  |
| Љутка          | Имелда Стонтон | Елизабета Ђоревска |
| Љубица         | Џуно Темпл     | Милена Моравчевић  |
| Цвећка         | Лесли Манвил   | Тамара Павловић    |
| Краљ Џон       | Роберт Линдзи  | Душко Премовић     |
| Улизица        | Ворвикс Дејвис | Марко Марковић     |
| Герда          | Џен Мари       | Јелена Анђелковић  |
| Персивал       | Дејвид Ђаси    | Милан Чучиловић    |